# 東ドイツマルク
ドイツ民主共和国マルク（ドイツ語: Mark der DDR）とは、ドイツ民主共和国（東ドイツ）の通貨単位。通貨補助単位はペニヒで、1マルク＝100ペニヒ。記号はM。
日本語では一般に東ドイツマルクと呼ばれるが、西ドイツ及び統一ドイツのドイツマルクと異なり、ドイツ語では一般に「ドイツ」に当たる言葉はマルクの前に付けない（但し、導入当初は「ドイツマルク」が正式名称であった）。その事からオストマルク（ドイツ語: Ostmark / Ost-Mark。"ost" は「東」を意味する）の用語が最も広く使用された。

## 歴史
1948年6月20日、第二次世界大戦後にドイツ西部地域（1949年にドイツ連邦共和国（西ドイツ）が発足）を占領していたアメリカ合衆国を中心とする連合国が通貨改革を実施し、戦前から使用されたライヒスマルク、及びさらに以前のレンテンマルクを新規のドイツマルク (Deutsche Mark, DM) へと強制的に切り替えた。ドイツ東部を占領し、分断されたドイツ西部の資本主義化・反共化を警戒するソヴィエト連邦は分断固定化につながるこの措置に反発したが、西部地域で流通できなくなった旧マルクは東部地域に大量に流れ、インフレーションが突発した。この緊急対応としてソ連は同年7月24日に独自の通貨改革を実施し、ドイツ発券・振替銀行（de:Deutsche Notenbank、後のドイツ発券銀行）を設立して、独自の「ドイツマルク」 (Deutsche Mark der Deutschen Notenbank, DM) を発行した。この一連の措置は、混乱するドイツ経済を戦後復興に向かわせる一助となった半面、冷戦によるドイツの東西分断を固定化し、同年にソ連によるベルリン封鎖を引き起こした。
その後、この「ドイツマルク」は1949年10月3日に旧ソ連占領地域に設立されたドイツ民主共和国（東ドイツ）に継承され、公定通貨として発行が続けられた。1964年8月1日には「マルク（ドイツ発券銀行マルク）」 (Mark der Deutschen Notenbank, MDN) と改称され、1968年1月1日からはドイツ発券銀行をドイツ国立銀行 (Staatsbank der DDR) に統合して通貨名も「マルク（DDRマルク）」 (Mark der Deutschen Demokratischen Republik (auch Mark der DDR), M) となったが、その価値は変わらなかった。1972年に東西ドイツ基本条約が結ばれ、両国の共存を前提として西ドイツとの関係がようやく安定したが、二つの「マルク」が存在することは変わらなかった。東ドイツも戦争の荒廃から立ち直って、社会主義国では優等生と評されるほどの経済成長を続けていたが、「奇跡の復興」と称賛された西ドイツとの格差は大きく開いており、アメリカドルに次ぐ国際通貨として広く流通する西ドイツのマルクと区別するため、東ドイツのマルクは「DDRマルク」、あるいはドイツ語の東 (Ost) から「オストマルク」の呼称が定着した。
1989年、東欧革命で従来の閉鎖的な社会主義独裁体制を放棄した東ドイツ政府が国境の全面開放を決定し、ベルリンの壁が崩壊すると、東西間の交流は一気に拡大した。それまで厳重だった通貨管理は自由化され、東ベルリンをはじめとした東ドイツ国内には西ドイツマルクが大量に流通した。一方、東ドイツマルクは西ドイツ側ではほとんど通用せず、東ドイツ国民は銀行で不利なレートで手持ちの東ドイツマルクを西ドイツマルクに替えてから国境を越えた。
この東ドイツの新たな混乱は、ドイツ再統一への機運を一気に高めた。1990年3月18日、東ドイツの人民議会選挙では西ドイツの各政党からの支援が認められたが、西ドイツのヘルムート・コール首相は自らの属するドイツキリスト教民主同盟 (CDU) の同名党の支援策として、実勢よりも東側に優位なレートでの通貨統合の実施を公約として東ドイツ国内を遊説した。これが成功して選挙ではCDUが勝利し、再統一への道が開かれた。同年10月3日の再統一に先立ち、7月1日に東ドイツマルクからドイツマルクへの通貨交換が行なわれ、東ドイツマルクはその役割を終えた。

## 価値
東ドイツマルクは公式には西ドイツマルクと等価であると主張されたが、実際には西ドイツマルクの方が東ドイツマルクよりも通貨価値が高く、西ドイツマルク対東ドイツマルクでは差があった。民主化運動の開始で東ドイツの混乱が拡大するとこのレートは更に悪化し、ベルリンの壁崩壊後の実勢レートは1西ドイツマルクに対して10東ドイツマルクという報告がなされた。
1990年の東ドイツ人民議会選挙でコールが約束したのは、以下の3本立てのレートだった。
- 1人4000東ドイツマルク（14歳以下は2000東ドイツマルク、60歳以上の年金生活者は6000東ドイツマルク）の個人貯蓄分は東:西＝1:1で交換
- それ以上の貯蓄、及び企業負債や住宅ローンは東:西＝2:1で交換
- 一部の部門では東:西＝3:1のレートも適用

これはその時点の実勢レートよりも東側を強く見たもので、統一した場合の生活に不安を持っていた東ドイツ国民、特に自分の長年の労働の成果が低く見られると恐れていた高齢者層に歓迎され、ドイツ社会民主党 (SPD) 有利の事前予測を覆してCDUを大勝させた。しかし、これにより再統一に関わる経済負担は更に増し、西ドイツ国民の不満は高まった。また、割高な交換レートがもたらした賃金上昇により、西側の製品よりも品質で劣る分を価格で補っていた東ドイツの各企業は競争力を失い、企業閉鎖や従業員解雇が続出した。これは統一後の旧東ドイツ地域に不況をもたらし、再統一のコストをさらに押し上げる結果となった。

## 貨幣

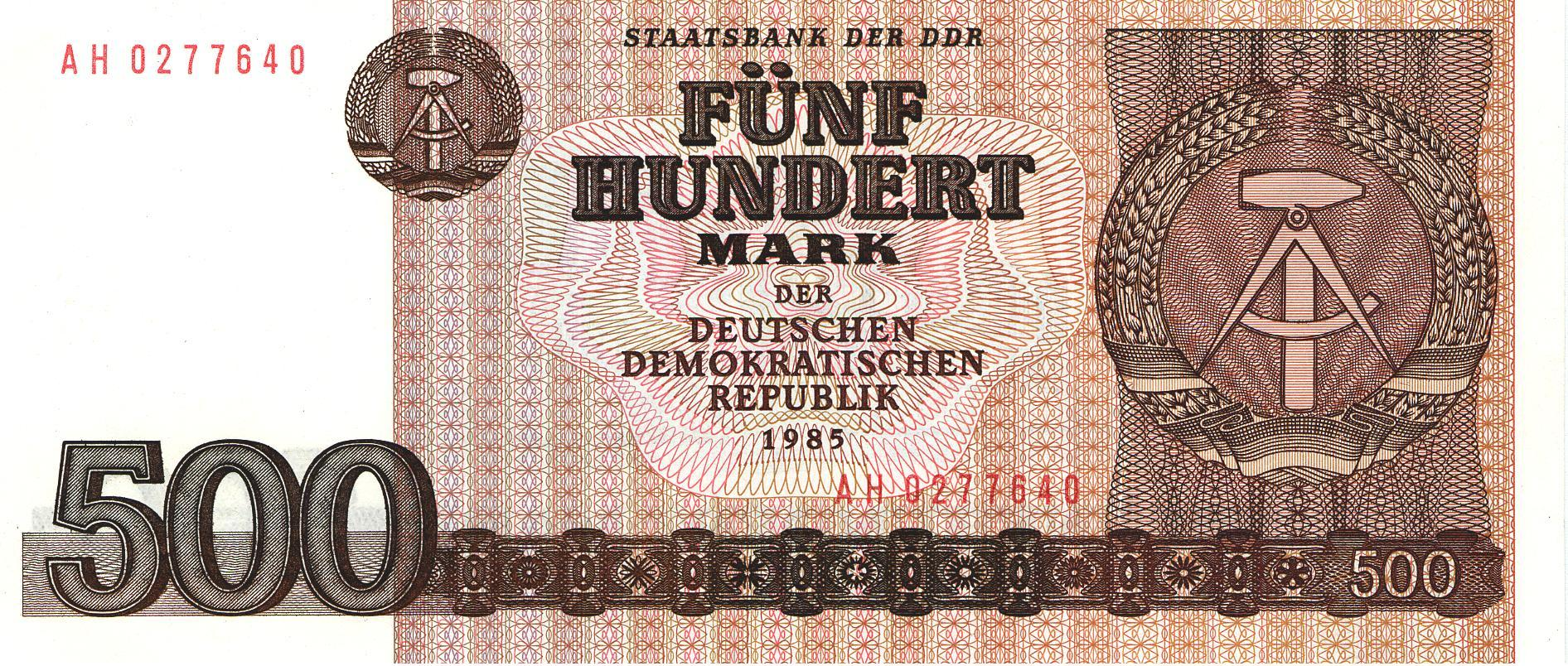
500マルク紙幣（流通せず）

流通していた硬貨は1、5、10、20、50ペニヒと1、2マルク硬貨。材質は20ペニヒのみ黄銅でそれ以外は全て純アルミニウム製であった。
ドイツ再統一時までに流通していた紙幣は以下の通りである。このうち200マルク札と500マルク札は印刷こそ行われたものの、ドイツ再統一に伴い実際の流通に至らなかった。これらの紙幣は1991年に東ドイツマルクの廃止に伴う未使用紙幣の廃棄時に存在が発覚し、ハルバーシュタット近郊の地下300メートル地点にある貯蔵庫から運ばれ大部分が焼却処分されたが、一部が窃盗に遭うなどして流出し、古銭商の間で出回っている状態にある（但し、蒐集家向けの精巧な偽札も一定数存在している為注意が必要）。
| 額面 | サイズ      | 表面                           | 裏面                                                   | 発行年     |
| ---- | ----------- | ------------------------------ | ------------------------------------------------------ | ---------- |
| 5    | 112 x 50 mm | トマス・ミュンツァー           | コンバインハーベスター                                 | 1975       |
| 10   | 120 x 53 mm | クララ・ツェトキン             | ラインスベルク原子力発電所の中央制御室と女性エンジニア | 1971       |
| 20   | 127 x 55 mm | ヨハン・ヴォルフガング・ゲーテ | 学校と下校中の子供達                                   | 1975       |
| 50   | 135 x 59 mm | フリードリヒ・エンゲルス       | PCK石油精製所のパイプラインと煙突                      | 1971       |
| 100  | 143 x 61 mm | カール・マルクス               | 共和国宮殿とベルリンテレビ塔                           | 1975       |
| 200  | 152 x 66 mm | 家族とマンション               | 幼稚園の先生と子供達                                   | 発行されず |
| 500  | 160 x 70 mm | 東ドイツの国章                 | 国家評議会ビル                                         | 発行されず |